# Anastácia Custódio
Anastácia Custódio (Montes Claros, 11 de maio de 1966) é uma atriz brasileira.

## Biografia
Graduada pela Faculdade de Artes Dulcina de Moraes em 1989 e Fundação Brasileira de Teatro, onde cursou  Bacharelado em Artes Cênicas - Interpretação Teatral e Licenciatura Plena em Artes Cênicas.
Iniciou sua carreira em teatro, destacando-se por interpretar a empregada Ofélia na peça Trair e Coçar é Só Começar, desde o ano de 2001. Em televisão estreou na telenovela Marcas da Paixão', tendo trabalhado posteriormente no SBT, TV Record e Band. 

## Filmografia

### Televisão
| Ano  | Título                   | Personagem     | Notas                           |
| ---- | ------------------------ | -------------- | ------------------------------- |
| 2014 | Psi                      | Beth           | Episódio: A Vida em Minhas Mãos |
| 2009 | Vende-se Um Véu de Noiva | Isabel Ribeiro |                                 |
| 2008 | Revelação                | Ana Souza      |                                 |
| 2006 | Minha Vida é Uma Novela  | Marisa         | Episódio: Uma Boca a Mais       |
| 2005 | Essas Mulheres           | Mãe            | Participação                    |
| 2001 | Pícara Sonhadora         | Olívia         |                                 |
| 2000 | Marcas da Paixão         | Loló           |                                 |

### Cinema
| Ano  | Título                | Personagem       |
| ---- | --------------------- | ---------------- |
| 2022 | Nada é Por Acaso      | Ofélia           |
| 2021 | Águas Selvagens       | Mãe de Blanca    |
| 2012 | Deus Vela Por Ti S/A  | Assistente Diabo |
| 2015 | Sonetos do Sertão     | Maria Rosa       |
| 2015 | Despertar para Sonhar | Rosa             |

## Teatro
- Trair e Coçar é Só Começar de Marcos Caruso - Personagem Olímpia - Protagonizando desde 2005
- A Serpente de Nelson Rodrigues - Personagem Lígia
- Hamlet de William Shakespeare - Personagem Ofélia
- Os Fuzis da Sra. Carrar de Bertolt Brecht - Personagem Manuela
- AAHHH!!! de Welder Rodrigues e Ricardo Pipo - Cia. de Comédia Os Melhores do Mundo - Personagem Caroline
- O Auto da Compadecida de Ariano Suassuna - Personagem Chicó
- Arlequim, Servidor de Dois Amos de Carlo Goldoni - Personagem Beatriz
- O Inspetor Geral de Nicolai Gogol - Personagem Ossip
- Heda Gabler de Henrik Ibsen - Personagem Berta
- A Maldição do Vale Negro de Caio Fernando Abreu e Luís Arthur Nunes - Personagem Rafael D’Allençon
- O Defunto de René de Obaldia - Personagem Julie
- Dona Rosita, a Solteira de Garcia Lorca- Personagem Ayola  Entre outras...
- Publicidade -  Ultrafarma, Escola de Inglês Englishtown, Sabão em Pó Assim, Campanha lançamento Jornal Notícia Já - Campinas-SP, etc,